# Cupidzero
Cupidzero, formellt CupidZero, eller Cupido var på 1990-talet ett svenskt erotiskt magasin.
Cupidzero, som från början hette Cupido efter den romerske kärleksguden Cupido, började utges i början av 1990-talet och innehöll sensuella och mjukpornografiska bilder på lättklädda kvinnor och män samt erotiska noveller. Tidningen vände sig till såväl en hetero- som bi- och homosexuell läsekrets. Förlaga till CupidZero var norska Cupido. Åren 1990–1991 var Lill-Marit Bugge chefredaktör för det svenska magasinet.